# Axodinos
Axodines (Actinochrysophyceae, Actinochrysea ou Dictyochophyceae sensu lato) é um grupo de microalgas heterocontes unicelulares, anteriormente consideradas como Chrysophyceae. O grupo é parafilético e inclui os agrupamentos taxonómicos pedinelídeos, silicoflagelados e Rhizochromulinales.

## Descrição
Os membros deste agrupamento caracteristicamente apresentam um único flagelo emergente, que não possui a estrutura radicular encontrada em grupos relacionados e se estende assumindo a forma de uma asa suportada por uma haste interna. Apresentam micro-tentáculos, designados por axópodes, suportados por tríades de microtúbulos que emergem da superfície do núcleo celular.
Nos modernos sistemas de classificação, os membros deste agrupamento são repartidos pelas seguintes ordens:
- Ordem Dictyochales — este táxon agrupa os organismos tradicionalmente conhecidos por silicoflagelados, uma grupo de membros do plâncton marinho cujas células apresentam um esqueleto silicioso (deixam microfósseis muito característicos);
- Ordem Pedinellales — formam o grupo tradicionalmente conhecido pelos pedinelídeos;
- Ordem Rhizochromulinales — além dos silicoflagelados e actinodinos, o amebóide marinho Rhizochromulina marina foi incluído neste agrupamento com base na estrutura de seus zoósporos. É considerado mais próximo dos pedinelídeos.